# سفارت مصر در واشینگتن
سفارت مصر در واشینگتن (به انگلیسی: Embassy of Egypt) یک سفارت در ایالات متحده آمریکا است که در واشینگتن، دی.سی. واقع شده‌است.